# Potamotrygon tatianae
Potamotrygon tatianae är en rockeart som beskrevs av Da Silva och De Carvalho 20. Potamotrygon tatianae ingår i släktet Potamotrygon och familjen Potamotrygonidae. Inga underarter finns listade i Catalogue of Life.